# Cinq-Mars-la-Pile
Cinq-Mars-la-Pile és un municipi francès, situat al departament de l'Indre i Loira i a la regió de Centre – Vall del Loira. L'any 2007 tenia 3.175 habitants.

## Demografia

### Població
El 2007 la població de fet de Cinq-Mars-la-Pile era de 3.175 persones. Hi havia 1.150 famílies, de les quals 255 eren unipersonals (102 homes vivint sols i 153 dones vivint soles), 361 parelles sense fills, 455 parelles amb fills i 79 famílies monoparentals amb fills.
La població ha evolucionat segons el següent gràfic:
Habitants censats

### Habitatges
El 2007 hi havia 1.358 habitatges, 1.179 eren l'habitatge principal de la família, 61 eren segones residències i 118 estaven desocupats. 1.261 eren cases i 87 eren apartaments. Dels 1.179 habitatges principals, 857 estaven ocupats pels seus propietaris, 300 estaven llogats i ocupats pels llogaters i 22 estaven cedits a títol gratuït; 12 tenien una cambra, 80 en tenien dues, 223 en tenien tres, 357 en tenien quatre i 506 en tenien cinc o més. 935 habitatges disposaven pel capbaix d'una plaça de pàrquing. A 432 habitatges hi havia un automòbil i a 634 n'hi havia dos o més.

### Piràmide de població
La piràmide de població per edats i sexe el 2009 era:
| Homes | Edats   | Dones |
| ----- | ------- | ----- |
| 0     | 95 o +  | 4     |
| 4     | 90 a 94 | 12    |
| 16    | 85 a 89 | 40    |
| 20    | 80 a 84 | 20    |
| 28    | 75 a 79 | 56    |
| 28    | 70 a 74 | 56    |
| 80    | 65 a 69 | 32    |
| 48    | 60 a 64 | 72    |
| 32    | 55 a 59 | 48    |
| 100   | 50 a 54 | 76    |
| 72    | 45 a 49 | 80    |
| 100   | 40 a 44 | 84    |
| 108   | 35 a 39 | 96    |
| 132   | 30 a 34 | 144   |
| 68    | 25 a 29 | 108   |
| 68    | 20 a 24 | 64    |
| 72    | 15 a 19 | 64    |
| 76    | 10 a 14 | 88    |
| 120   | 5 a 9   | 108   |
| 88    | 0 a 4   | 108   |

## Economia
El 2007 la població en edat de treballar era de 2.056 persones, 1.586 eren actives i 470 eren inactives. De les 1.586 persones actives 1.470 estaven ocupades (803 homes i 667 dones) i 116 estaven aturades (50 homes i 66 dones). De les 470 persones inactives 171 estaven jubilades, 174 estaven estudiant i 125 estaven classificades com a «altres inactius».

### Ingressos
El 2009 a Cinq-Mars-la-Pile hi havia 1.260 unitats fiscals que integraven 3.325,5 persones, la mediana anual d'ingressos fiscals per persona era de 17.620 €.

### Activitats econòmiques
Dels 104 establiments que hi havia el 2007, 3 eren d'empreses extractives, 2 d'empreses alimentàries, 2 d'empreses de fabricació de material elèctric, 12 d'empreses de fabricació d'altres productes industrials, 21 d'empreses de construcció, 15 d'empreses de comerç i reparació d'automòbils, 9 d'empreses de transport, 6 d'empreses d'hostatgeria i restauració, 3 d'empreses immobiliàries, 9 d'empreses de serveis, 13 d'entitats de l'administració pública i 9 d'empreses classificades com a «altres activitats de serveis».
Dels 32 establiments de servei als particulars que hi havia el 2009, 1 era una oficina de correu, 2 tallers de reparació d'automòbils i de material agrícola, 1 autoescola, 1 paleta, 4 guixaires pintors, 6 fusteries, 4 lampisteries, 4 electricistes, 3 perruqueries, 1 restaurant, 2 agències immobiliàries, 1 tintoreria i 2 salons de bellesa.
Dels 6 establiments comercials que hi havia el 2009, 1 era un hipermercat, 2 fleques, 1 una fleca, 1 una peixateria i 1 una botiga de material de revestiment de parets i terra.
L'any 2000 a Cinq-Mars-la-Pile hi havia 19 explotacions agrícoles que ocupaven un total de 504 hectàrees.

## Equipaments sanitaris i escolars
L'únic equipament sanitari que hi havia el 2009 era una farmàcia.
El 2009 hi havia 1 escola maternal i 1 escola elemental.

## Poblacions més properes
El següent diagrama mostra les poblacions més properes.